# Monasterio de San Julián (Samos)
El monasterio de San Julián de Samos, fundado en el siglo VI, pertenece a la orden de los benedictinos y está en el municipio del mismo nombre, en Lugo, Galicia, España.
El monasterio fue colegio de Teología y Filosofía y es parada importante del Camino de Santiago, ya que cuenta con una hospedería.
En 2015, en la aprobación por la Unesco de la ampliación del Camino de Santiago en España a «Caminos de Santiago de Compostela: Camino francés y Caminos del Norte de España», España envió como documentación un «Inventario Retrospectivo - Elementos Asociados» (Retrospective Inventory - Associated Components) en el que en el n.º 617 figura el monasterio benedictino de Samos (San Julián).

## Historia

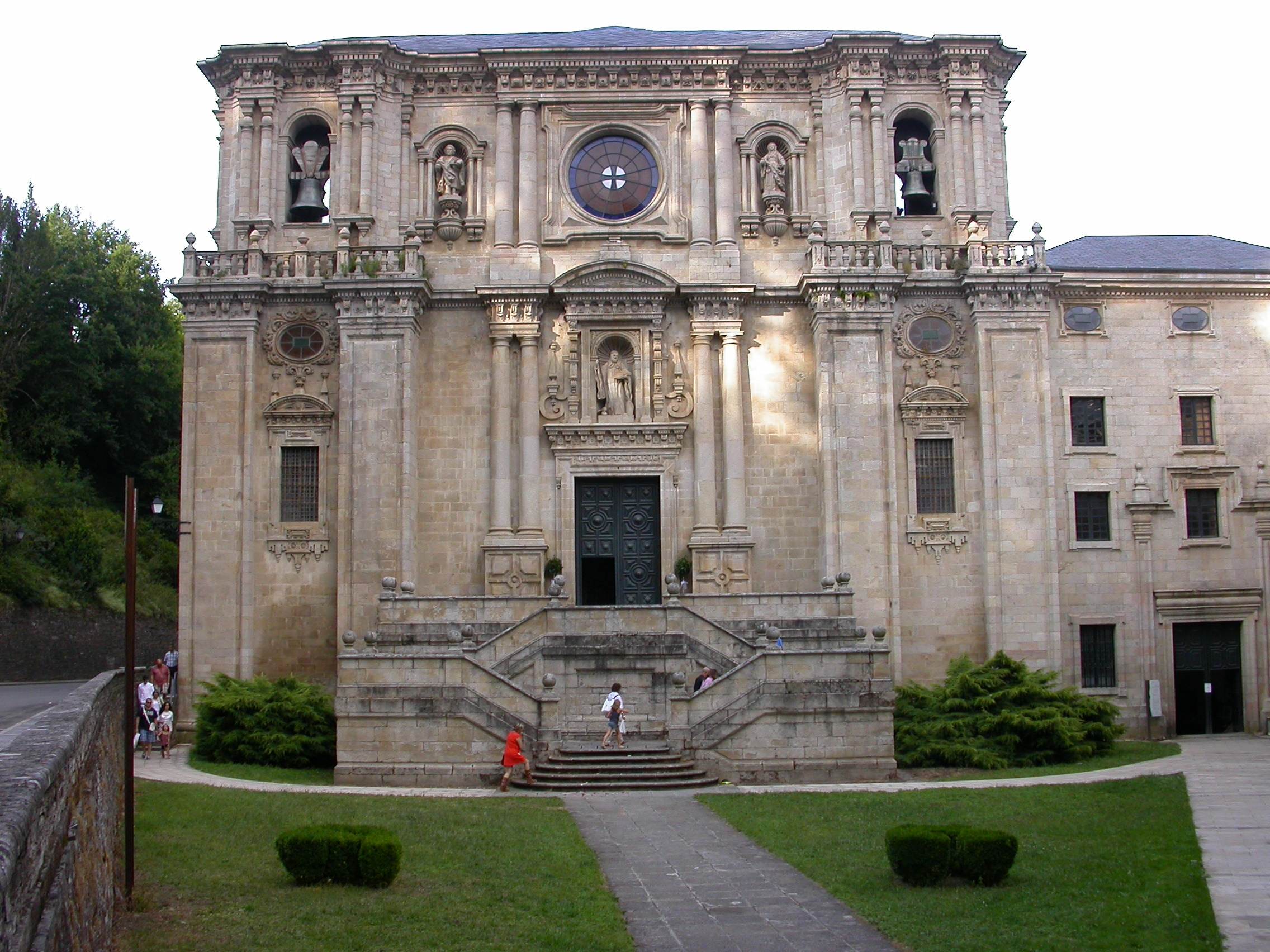
Fachada principal

La fundación se atribuye a San Martín Dumiense. Se sabe que fue renovado por San Fructuoso en el siglo VII, aunque el primer escrito que lo menciona es del año 665: una inscripción en los muros del claustro de la portería que dice que fue reconstruido por el obispo de Lugo Ermefredo. Después de esta restauración fue abandonado ante la invasión musulmana, y hasta la reconquista del rey Fruela I de Asturias (alrededor de 760). Cuando, años más tarde, este fue asesinado, encontraron refugio en él su viuda e hijo, el futuro Alfonso II de Asturias, el Casto. Con esto ganó la protección real, comenzando por las propiedades en media milla a la redonda, que propiciaría su crecimiento.
A comienzos del siglo X, el obispo de Lugo, don Ero, intentó hacerse con su control y expulsó a los monjes. Los condes Arias Menéndez y Gutierre Menéndez—hijos de Hermenegildo Gutiérrez— fueron requeridos para repoblar el monasterio con nuevos monjes ; a partir de entonces hay muy buenas relaciones entre el monasterio y esta familia condal.
En el mismo siglo fue reocupado a instancias del rey Ordoño II de León y desde 960 la comunidad vivió bajo la regla de San Benito, aunque en el siglo XII se sumó a la reforma cluniacense con el obispo don Juan. El monasterio de Samos disfrutó de gran importancia durante la Edad Media, lo que se refleja en que poseía doscientas villas y quinientos lugares. En 1558, incorporado ya a San Benito el Real de Valladolid, sufrió un incendio que obligó a su total reedificación. La comunidad fue exclaustrada en 1836, con la desamortización de Mendizábal, pero los monjes benedictinos regresaron en 1880.
Sufrió otro incendio en 1951, tras el cual fue nuevamente reconstruido.
En el año 2020 se encuentra reconstruido y, además de estar activo, es un gran parador turístico desde el cual cabe admirar semejantes tierras como son las de Galicia.

## Descripción
Se encuentran varios estilos arquitectónicos: gótico tardío, renacentista y barroco.

### La iglesia

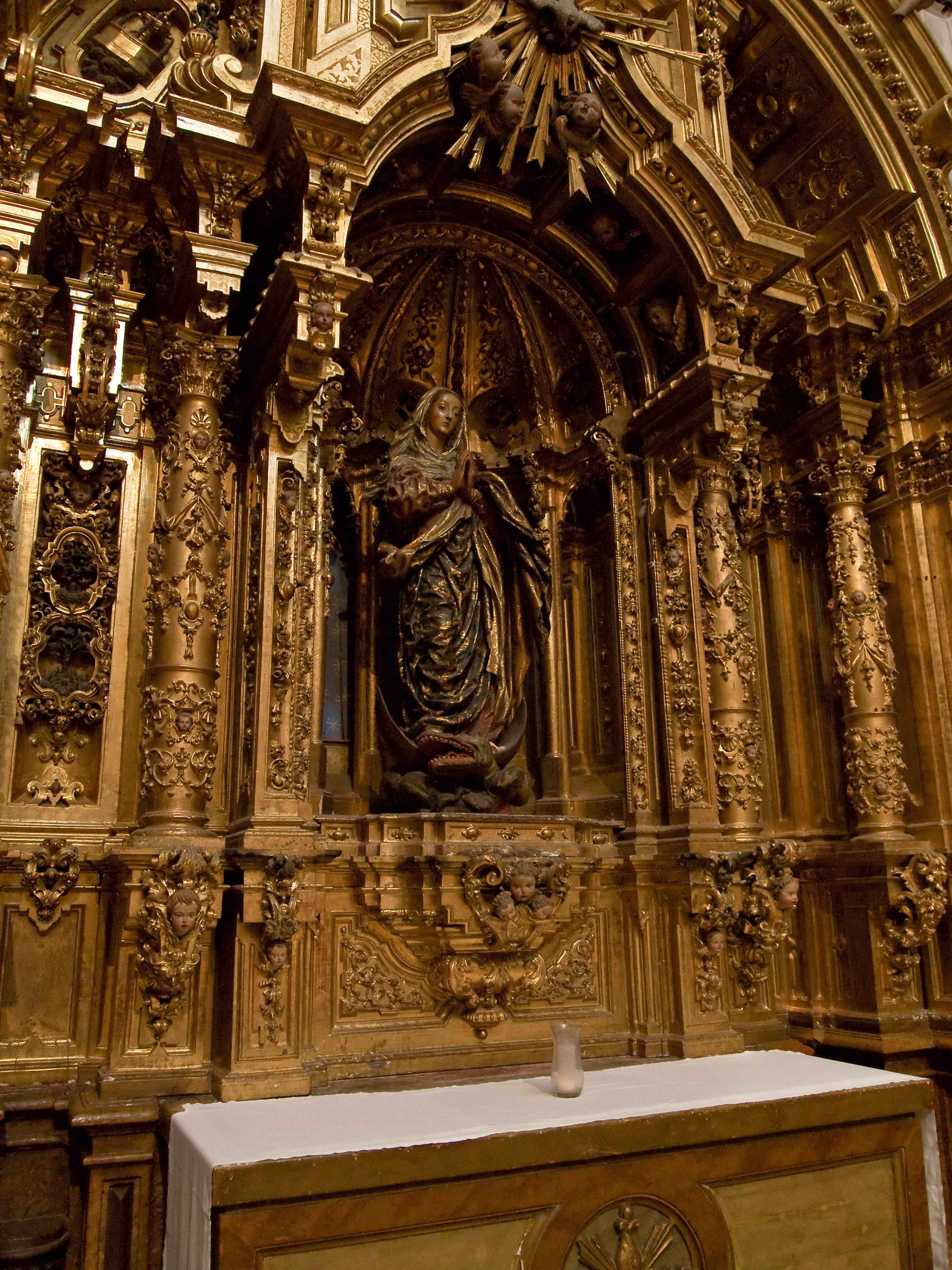
"La Inmaculada" de Francisco de Moure. Iglesia del monasterio.

La iglesia abacial, barroca, fue construida entre 1734 y 1748. Tiene planta de cruz latina y tres naves. El interior es luminoso y solemne. La bóveda está iluminada por ocho óculos y las pinturas de los cuatro doctores marianos benedictinos (Anselmo, Bernardo, Ildefonso y Ruperto). El retablo mayor también es clasicista y tiene una imagen del patrón del monasterio, San Julián, obra de José Ferreiro. La fachada, barroca, va precedida de una escalinata en forma de lazo que recuerda la del Obradoiro. Está dividida en dos cuerpos, con una puerta flanqueada por cuatro columnas dóricas sobre pedestales, que se repiten en el cuerpo superior flanqueando el óculo. La sacristía, de finales del siglo XVIII, tiene en una bóveda de planta octogonal apoyada en arcos de medio punto.

### Los claustros
Hay dos claustros:

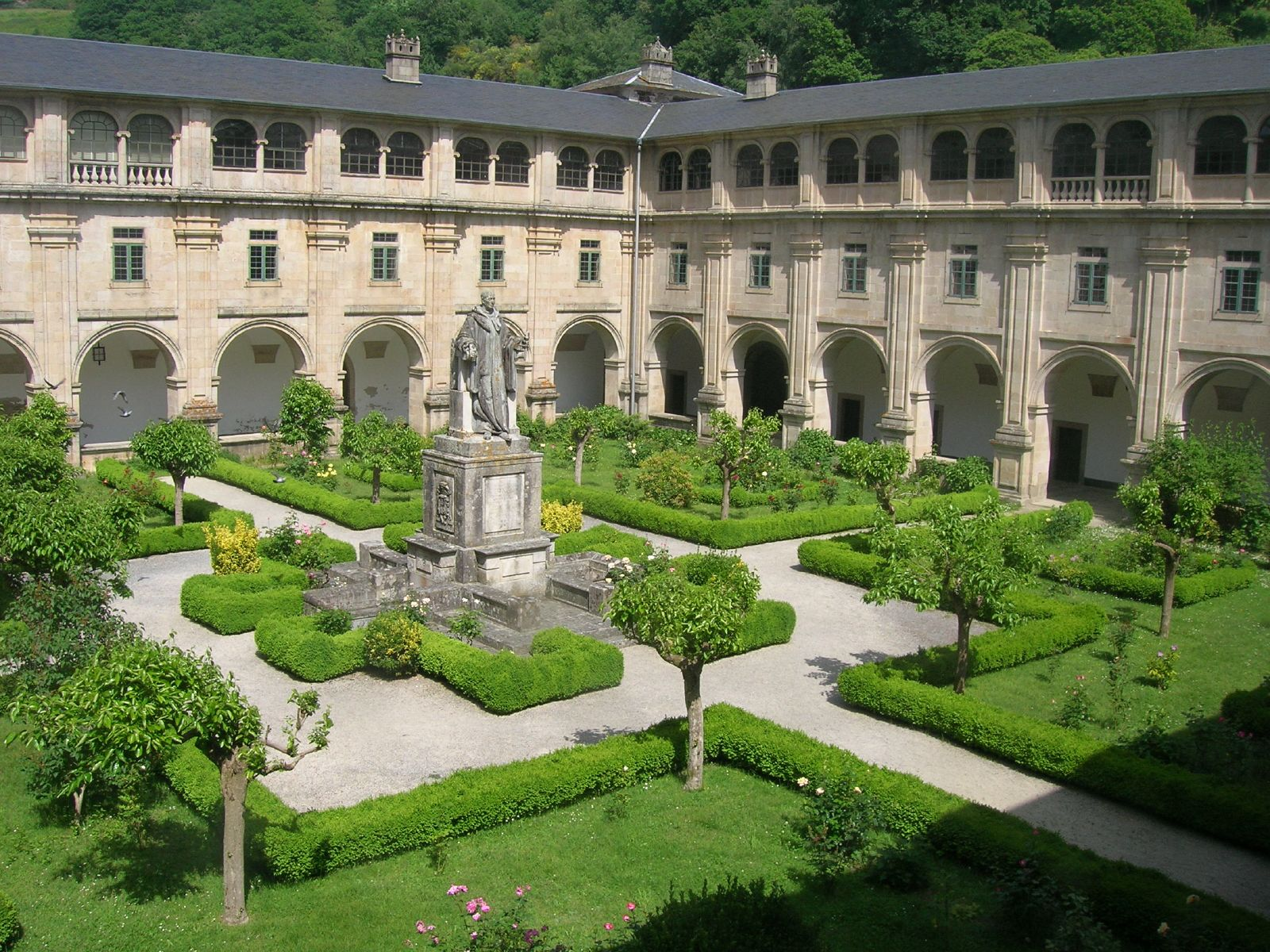
Claustro grande

- El Claustro Grande fue construido entre 1685 y 1689 y tiene 3000 m² (54 m de lado), por lo que es el mayor de España. Se conoce como "del Padre Feijoo", por haber tomado éste el hábito benedictino en este monasterio en 1690, y está presidido por una estatua suya, obra de Francisco Asorey, de 1947. El estilo es una combinación austera y sencilla de clasicismo y herrerianismo: nueve arcos de medio punto por cada lado en la planta baja, columnas dóricas en las dos primeiras plantas y jónicas en los ventanales de la tercera. Los muros del piso superior fueron decorados con escenas de la vida de San Benito y son obra de Enrique Navarro, Celia Cortés y José Luis Rodríguez.

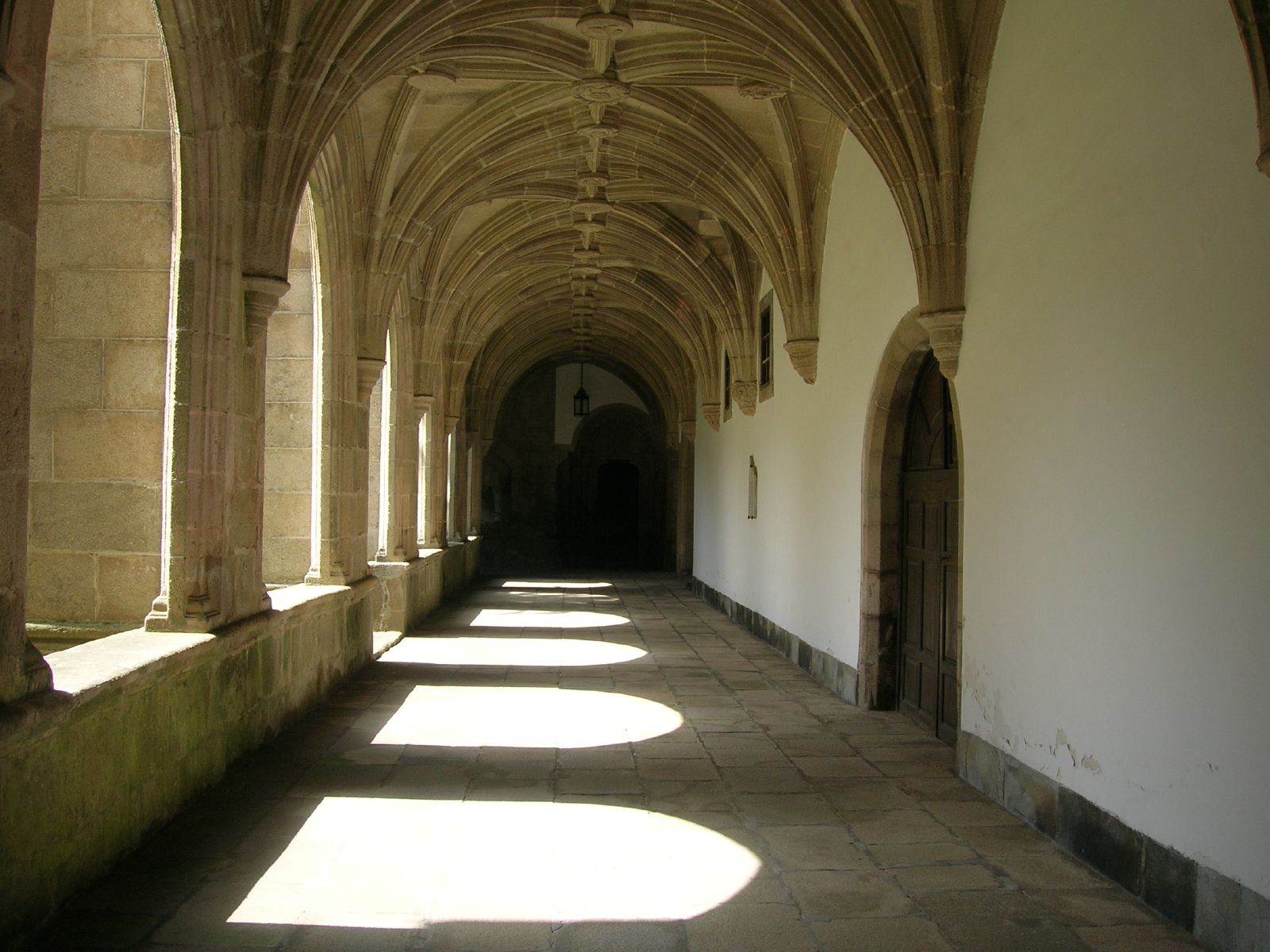
Claustro pequeño

- El Claustro Pequeño o "de las Nereidas" fue construido entre 1539 y 1582 gracias al monfortino Pedro Rodríguez, cuyo nombre aparece en una de las claves de la banda sudoeste. Imita el estilo gótico y cuenta con curiosos motivos de decoración, como la inscripción humorística "Qué miras, bobo" en una clave. El centro del claustro lo ocupa la fuente barroca de las Nereidas, de comienzos del siglo XVIII.

### La biblioteca

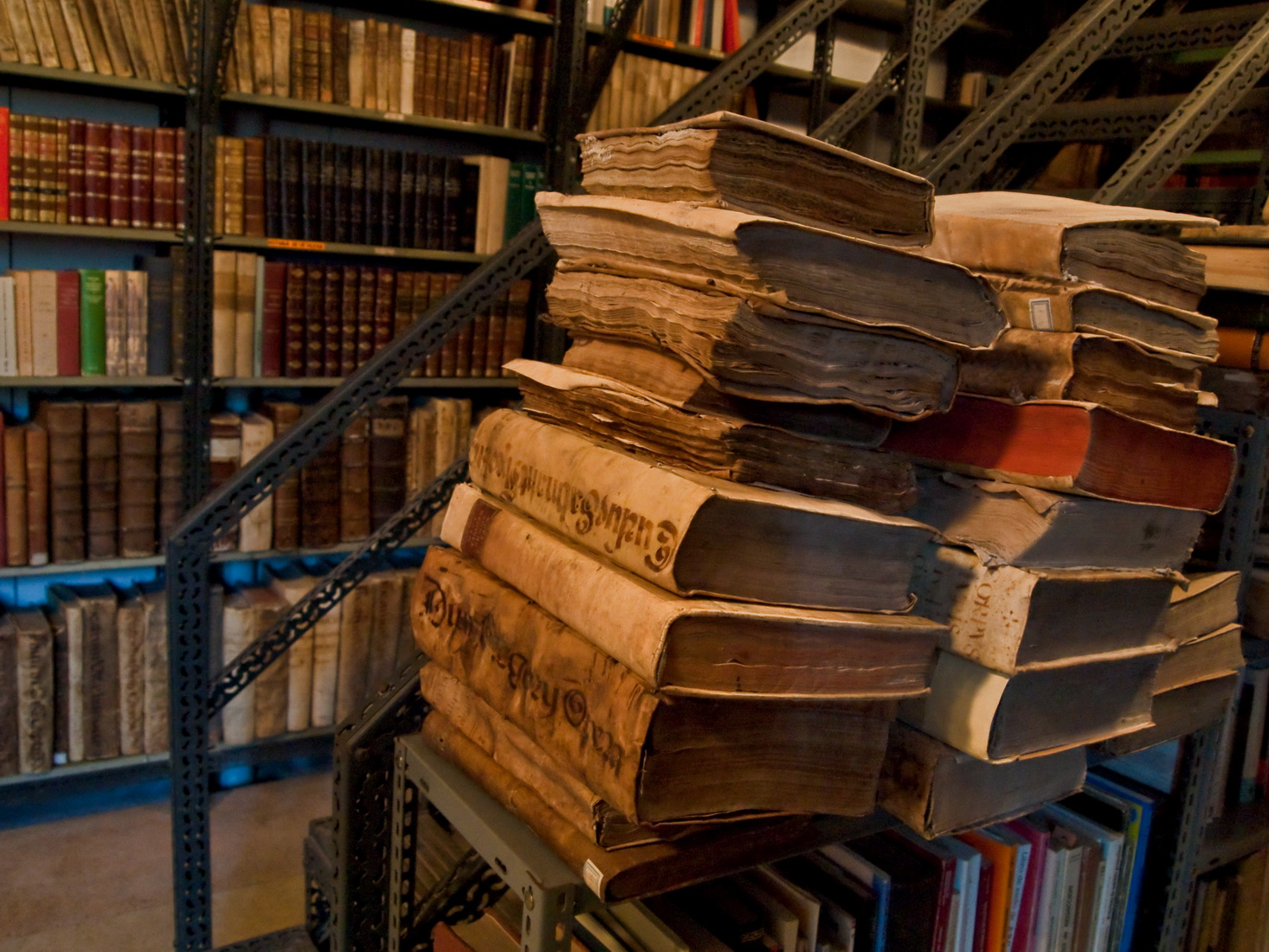
Biblioteca del monasterio

La gran biblioteca, de 31 m de largo, consiste en unos 25.000 volúmenes, inclusos varios incunables y otros documentos de valor histórico.

### La capilla del Ciprés

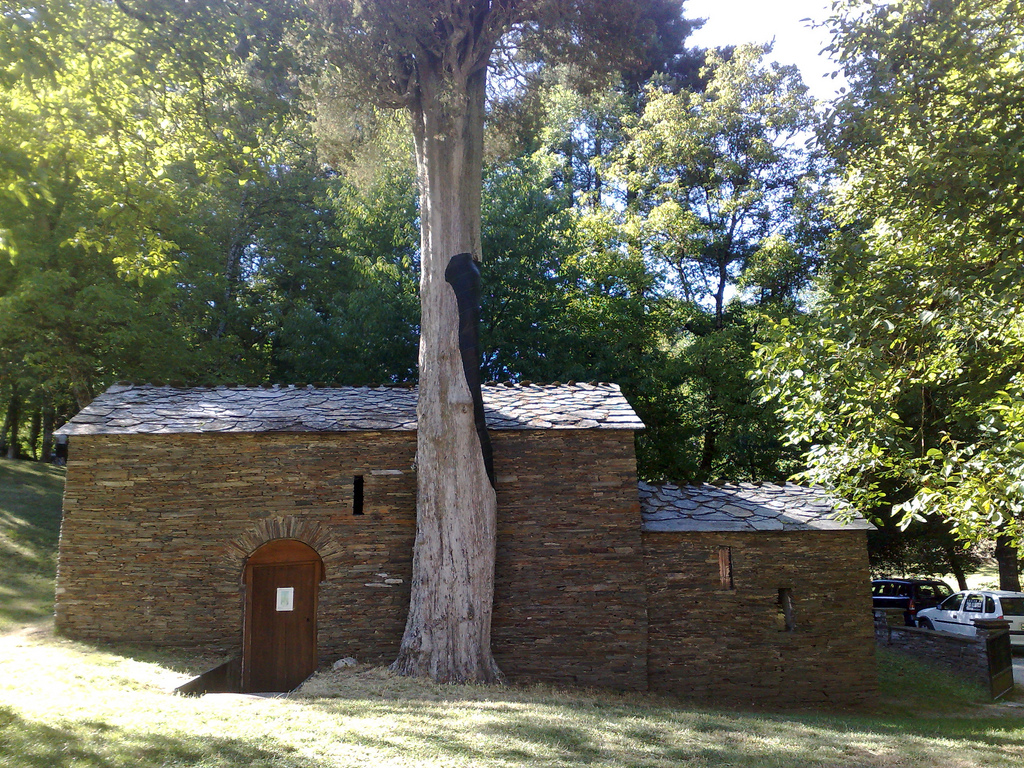
Capilla del Ciprés

Esta pequeña capilla, dedicada a San Salvador, es una sencilla obra de finales del siglo IX de estilo mozárabe. Su planta es ligeramente trapezoidal, en la que se distinguen dos cuerpos, nave y pequeña cabecera, y una única puerta de acceso.